# Melissa Hendrikx
Melissa Hendrikx (Genk, 17 juli 2000) is een Belgisch actrice.

## Carrière
Melissa Hendrikx speelde enkele rollen in korte films van Urbain Appeltans. In 2012 speelde ze, op 12-jarige leeftijd, een rol in de korte film Survival. In 2018 speelde ze een hoofdrol in Dagboek, een korte film die meerdere prijzen won, waaronder die van Beste Film tijdens de Limburgse Filmdagen in Sittard, Nederland.
Sinds 13 januari 2019 is Melissa ook te zien in de Ketnet-reeks #LikeMe, een Vlaamse jeugdserie bedacht en geproduceerd door Thomas Van Goethem van Fabric Magic. De serie gaat over de avonturen van een groep tieners in een middelbare school. Daarin vertolkt ze de rol van Eline Broers
Op 8 juli 2019 werd bekendgemaakt dat de opnames voor het tweede seizoen gestart waren. Ook in dit seizoen vertolkt Melissa de rol van Eline Broers. Het tweede seizoen wordt eveneens op Ketnet uitgezonden en dit in januari 2020.

### Filmografie
- Survival (kortfilm) (2012)
- Dagboek (kortfilm) (2018)
- #LikeMe (2019-2023) - als Eline Broers
- Familie (2022) - als Sterre
- Move on (2023-2025) - als Cilou

## School
Hendrikx heeft muziekhumaniora gevolgd en succesvol beëindigd op Musart te Hasselt. Hier heeft ze de klassieke richting gevolgd met als hoofdinstrument (dwars)fluit.
Vanaf september 2019 studeert Melissa aan de Muziekhumaniora Brussel, waar ze het 7e en voorbereidende jaar Musical volgt.